# Malta Festival Poznań
Malta Festival Poznań (do 2009 roku Międzynarodowy Festiwal Teatralny Malta) – jedno z najważniejszych wydarzeń artystycznych Europy Środkowo-Wschodniej. Festiwal prezentuje międzynarodowy program teatralny, muzyczny, taneczny i filmowy. Odbywa się od 1991 roku w Poznaniu, na przełomie czerwca i lipca. Nazwa pochodzi od znajdującego się w Poznaniu Jeziora Maltańskiego.
Malta Festival Poznań powstał w celu stworzenia w Polsce okazji do zaprezentowania teatrów plenerowych, offowych, nierepertuarowych, eksperymentalnych. Z czasem formuła poszerzała się, obejmując także inne sfery sztuki. Od 2010 roku rdzeniem tematycznym festiwalu są Idiomy – tematy istotne dla zrozumienia współczesnego świata, zwłaszcza Europy – jej kultury, sytuacji społecznej i przyszłości. Każda edycja Idiomu programowana jest przez innego kuratora.
Poza Idiomem, Malta Festival Poznań tworzą: program teatralny i taneczny, niezwykle bogaty program muzyczny, prezentujący zarówno zespoły alternatywne, jak i gigantów światowej sceny, projekty w przestrzeni miejskiej realizowane przez młodych artystów oraz projekcje filmów i dyskusje.
Twórcą i pierwszym dyrektorem Malta Festival Poznań był  Michał Merczyński, który w 2023 roku po zakończeniu 33 edycji Festiwalu oznajmił, że nie opuszczając Fundacji rezygnuje jednak z funkcji głównego szefa chcąc by imprezę dalej poprowadził ktoś z pokolenia ludzi młodszych.  

## Historia

### Pierwsze lata festiwalu
„Muszę przyznać, że Malta zaczęła się trochę przypadkowo. To było związane z polityką kulturalną miasta po oddaniu Toru Regatowego Malta. Jan Kaczmarek, ówczesny wiceprezydent odpowiedzialny za kulturę, przyszedł do Teatru Polskiego z pomysłem, żeby ożywić ten teren, prezentując spektakle poznańskich teatrów repertuarowych. Zaproponowałem, że może zamiast przenosić spektakle zrealizowane na tradycyjnej scenie, moglibyśmy prezentować takie, które zostały przygotowane specjalnie na plener. Od razu wiedzieliśmy też, że festiwal nie powinien być tylko nad Maltą, ale także w centrum miasta. Festiwal musi być widoczny, żeby funkcjonował. Chodziło więc o to, żeby wpuścić trochę życia na tereny wokół Jeziora Maltańskiego. Mieliśmy już wtedy w Poznaniu tradycję teatru plenerowego związaną z Teatrem Ósmego Dnia, który akurat wrócił z wymuszonej emigracji. Chcieliśmy pokazać ten potencjał, stąd „Mięso” Ósemek na pierwszej Malcie, ale od razu zaprosiliśmy też teatry spoza Polski, jak choćby zaprzyjaźniony z Teatrem Ósmego Dnia Nucleo. Te międzynarodowe kontakty Ósemek bardzo nam wtedy pomogły. Dysponując bardzo symbolicznym budżetem udało się zrobić namiastkę tego, czym Malta była przynajmniej przez kilka kolejnych lat. Już rok później mieliśmy premierę „Giordano” Teatru Biuro Podróży, pojawiały się też kolejne poznańskie zespoły i coraz więcej gwiazd zagranicznych, jak choćby Royal de Luxe czy Générik Vapeur.” – opowiada Michał Merczyński, dyrektor Malta Festival Poznań
Od 1993 roku, poza Programem Głównym zaczęto realizować także cykl Malta Off, który służył prezentacji i promocji młodych zespołów offowych. Od 1994 częścią programu stał się Poznań na Malcie, w którym swoje spektakle pokazywały poznańskie teatry zarówno instytucjonalne, jak i alternatywne. Dzięki rozbudowanej formule programu do Poznania przyjeżdżało co roku aż kilkadziesiąt zespołów. Już w 1994 roku liczba prezentacji przekroczyła sto. Podczas tej edycji po raz pierwszy festiwalowym wydarzeniom towarzyszyła debata merytoryczna. Seminarium naukowe „Teatr w przestrzeniach nieteatralnych” przygotował Juliusz Tyszka. Rok 1994 był także przełomowy dla debaty o teatrze ulicznym i jego granicach. Prezentowany na Malcie kontrowersyjny spektakl „Pogrzeb mamusi” Turbo Cacahuete (artyści maszerowali z trumną po mieście, weszli z nią do sklepu mięsnego, próbowali ją też wnieść do szpitala) wywołał burzę w środowisku teatralnym i w mediach. „Dyskusja toczyła się chyba pół roku i wręcz postawiła pod znakiem zapytania dalsze losy festiwalu. Wtedy jednak poparło nas wielu ważnych ludzi z polskiego i międzynarodowego środowiska kulturalnego. To podbudowało nasze prawo do pokazywania pewnych rzeczy, które mogą budzić kontrowersje.” – komentuje wydarzenia Michał Merczyński. Pierwsze lata festiwalu przyniosły też dofinansowanie z funduszy unijnych. W ramach programu Kaleidoscope, w 1994 roku  Malta dostała pierwszy unijny grant w Wielkopolsce.
Festiwal Malta przyciągał na swoje spektakle tysiące widzów. Dobrze wpisał się w czas przełomu politycznego i kulturowego w Polsce. Dyrektor artystyczny festiwalu, Lech Raczak powiedział kiedyś, że „więcej osób przychodzi na spektakle maltańskie niż na mecze Lecha Poznań.” „Ludzie chcieli się spotykać i Malta była dobrym pretekstem. Nie było jeszcze tylu kanałów w telewizji, a docierająca do nas komercja ograniczała się do straganów z pończochami i mandarynkami przed blaszanymi supersamami. To nie była jeszcze masowa konsumpcja kultury.” – rozwija cytat Raczaka Michał Merczyński.

### Malta dziś
Początek XXI wieku przyniósł kryzys teatru ulicznego, który coraz rzadziej stawał się medium dla społecznie ważnych kwestii, skupiając się bardziej na widowiskowości spektakli.  Festiwal Malta poszukując wyjścia z kryzysu zapoczątkował wówczas nurt, który Juliusz Tyszka nazwał „teatrem w miejscach nieteatralnych”. Zainspirowani projektem „Miasto”, zrealizowanym przez Teatr Ósmego Dnia w poznańskiej Starej Rzeźni (2002), organizatorzy festiwalu coraz częściej dla prezentacji spektakli wybierali przestrzenie postindustrialne. Eksperymenty z przestrzenią dialogowały z konwencją teatralną, ale przede wszystkim generowały nową relację z publicznością. Festiwal poszerzał swoje horyzonty również o zjawiska pozateatralne. W 2006 roku w programie Malty dokonała się diametralna zmiana. Program podzielono na nurty: TEATR, TANIEC, MUZYKA oraz VARIA, do których w kolejnym roku dołączył jeszcze FILM/SZTUKI WIZUALNE. Ogłoszono także konkurs dla młodych twórców „Debiuty”, współorganizowany z Instytutem Teatralny im. Zbigniewa Raszewskiego (dziś w zmienionej formule pod nazwą „Nowe Sytuacje”). Częścią programu stał się cykl spotkań: Archipelag Malta. Pełnił on funkcję festiwalowego forum dyskusyjnego, podejmując tematy zjawisk istotnych dla sztuk widowiskowych.
W 2010 roku, w dwudziestolecie swojego istnienia, festiwal przeobraził się zarówno wizerunkowo, jak i programowo. Zmieniła się nazwa z Międzynarodowego Festiwalu Teatralnego Malta na Malta Festival Poznań. Ze względu na różnorodność prezentowanych wydarzeń słowo „teatralny” przestało już oddawać istotę festiwalu. Ważne miejsce Malty na mapie europejskich wydarzeń kulturalnych, liczba zagranicznych artystów i gości ściągających do Poznania nadało słuszność umiędzynarodowieniu nazwy festiwalu. Najważniejsza jednak zmiana dokonała się w koncepcji programowej.

### Idiomy
Od 2010 roku każda edycja festiwalu ma temat wiodący (Idiom) oraz kuratora, który pracuje nad programem. Według tematu-idiomu dobierane są realizacje artystyczne nawiązujące do wiodącego hasła. W założeniu temat ma dotykać istotnego zagadnienia kultury dzisiejszej. Kolejne idiomy i kuratorzy chronologicznie:
- Flamandowie – Sven Birkeland (2010),
- Wykluczeni – Katarzyna Tórz (2011),
- Akcje Azjatyckie / Asian Investments – Stefan Kaegi (2012),
- oh man, oh machine / człowiek-maszyna – Romeo Castellucci (2013),
- Ameryka Łacińska: Mestizos / Mieszańcy – Rodrigo Garcia (2014),
- Nowy Ład Światowy / New World Order  – Tim Etchells (2015),
- Paradoks Widza / The Paradox of the Spectator – Lotte van den Berg (2016),
- Platforma Bałkany / The Balkans Platform – Oliver Frljić, Goran Injac (2017),
- Skok w wiarę / Leap of Faith – Jan Lauwers, Grace Ellen Barkey, Maarten Seghers (Needcompany) (2018),
- Armia jednostki / Army of the Individual – Nástio Mosquito (2019).

W 2015 r. Malta jako jedyny festiwal z Polski i jeden z 12 w Europie otrzymał nagrodę EFFE przyznawaną przez European Festival Association dla wydarzeń wyznaczających festiwalowe trendy. Jury uznało Malta Festival Poznań za „najbardziej innowacyjny festiwal w Polsce: na początku prezentujący teatr, a od pięciu lat zapraszający czołowych artystów do bycia kuratorami programów wokół wybranych tematów i idei”.

### Współpraca międzynarodowa
Festiwal od początku jest imprezą międzynarodową i współtworzy spektakle z udziałem twórców polskich i europejskich (w tym młodych i początkujących). Od 2012 roku festiwal jest członkiem sieci House on Fire. Sieć jest finansowana z funduszy UE i skupia 10 instytucji kultury z Europy: LIFT (Londyn), HAU (Berlin), Kaaitheater (Bruksela), BRUT (Wiedeń), Archa Theatre (Praga), Teatro Maria Matos (Lizbona), Frascati (Amsterdam), Malta Festival (Poznań), Théâtre Garonne (Tuluza), BIT (Bergen). Sieć finansuje artystów, których realizacje są powiązane z aktualnymi problemami społecznymi, kulturalnymi i ekonomicznymi UE.

### Generator Malta
Wprowadzając Idiomy, Malta nie zapomniała o swoich korzeniach. W 2013 r. z inicjatywy Katarzyny Mazurkiewicz, pierwszej kuratorki Generatora Malta, festiwal, angażujący mieszkańców miasta we wspólne świętowanie, przeniósł się na położony w samym centrum Poznania pl. Wolności. W budowanym na czas trwania imprezy Generatorze Malta – swoistym miasteczku festiwalowym – każdy może codziennie obejrzeć spektakl, wysłuchać koncertu, wziąć udział w debacie, warsztatach, działaniach artystycznych i edukacyjnych. Wstęp na wszystkie wydarzenia odbywające się na placu jest bezpłatny. Celem Generatora Malta jest pokazywanie alternatywnych sposobów spędzania wolnego czasu, wspieranie dialogu międzypokoleniowego i integracja mieszkańców regionu przez demokratyczne uczestnictwo w zbiorowym święcie sztuki. Od 2014 r. kuratorką Generatora Malta jest Joanna Pańczak. Generator sukcesywnie poszerza pola swojego działania, realizując rezydencje dla artystów, ożywiając zaniedbane budynki i przywracając je celom kulturalnym i współpracując z twórcami, aktywistami i mieszkańcami wielu dzielnic Poznania. Plac Wolności jest też miejscem Forum, którego program przygotowuje Dorota Semenowicz – dyskusji z udziałem artystów, dziennikarzy, pisarzy, filozofów, oraz towarzyszących im czytań performatywnych; programu teatralnego prezentującego małe formy sceniczne, a także działającego do późnych godzin wieczornych klubu festiwalowego z uwielbianym przez publiczność silent disco.
Malta Festival Poznań jest świętem łączącym wzajemną dynamikę miasta i sztuki. Filozofia festiwalu to otwarcie na dialog, potrzeba powoływania nowych miejskich wspólnot, wymiana lokalna i międzynarodowa, chęć manifestacji kreatywności i świadomej refleksji o współczesnym świecie.

## Wydarzenia w ramach festiwalu

### Teatr
Głównym nurtem od początku istnienia Festiwalu Malta jest teatr. Początkowo przedstawiano głównie spektakle rozgrywające się w przestrzeniach otwartych. Z czasem zaczęto prezentować także przedstawienia realizowane w miejscach zamkniętych. Dotychczas na festiwalu wystąpili m.in.:

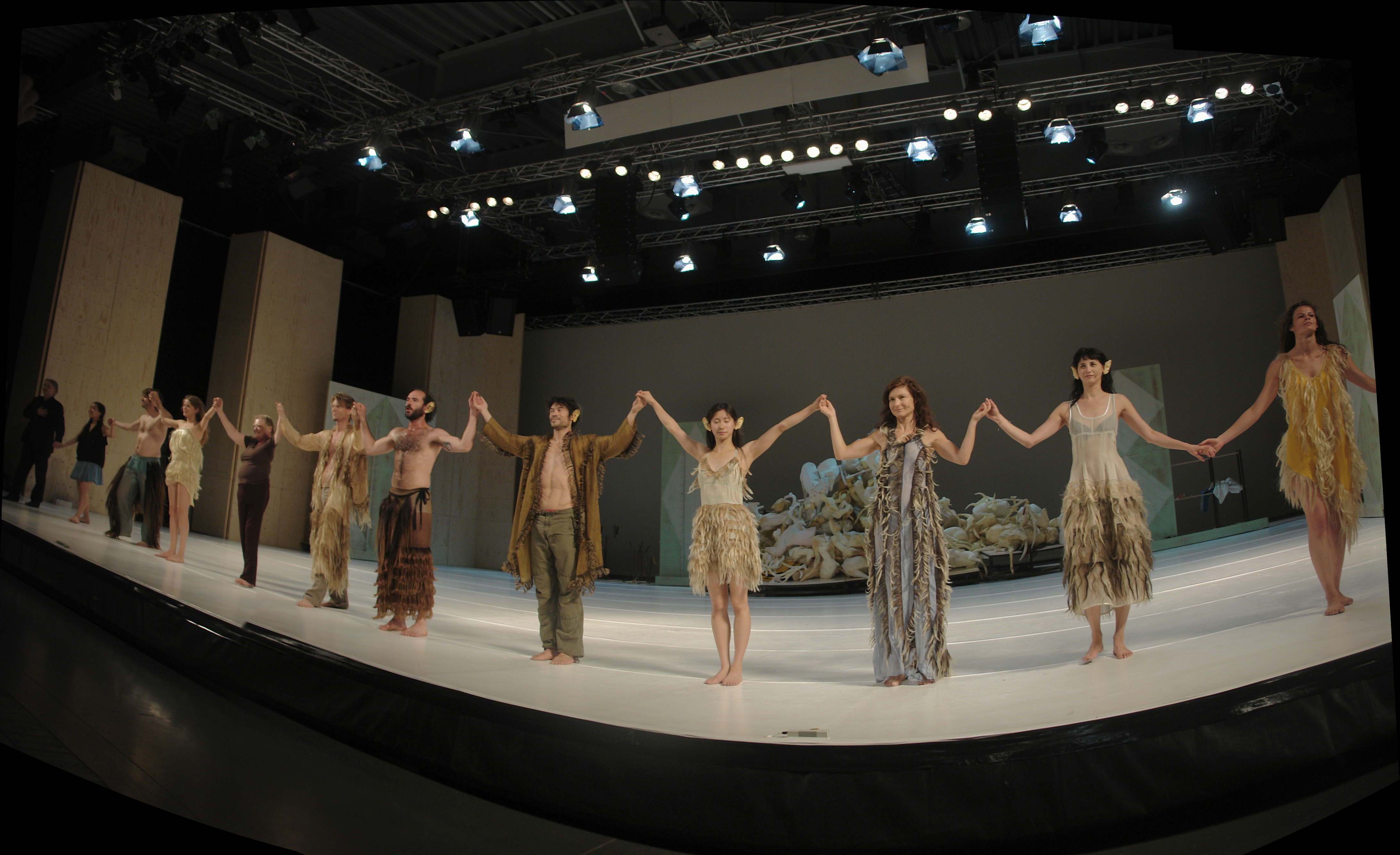
Lauwers needcompany

1991 La Burbuja Teatro / Hiszpania, Teatro Nucleo / Włochy, Scena Plastyczna KUL / Polska, Teatr Ósmego Dnia / Polska
1992 Teatr Biuro Podróży / Polska, Dogtroep / Holandia, Teatr KTO / Polska
1993 Teatr Derevo / Rosja, Silence Teatro / Włochy, Plasticiens Volants / Francja, Tadeusz Słobodzianek i
Teatr Wierszalin / Polska, Transe Express Circus / Francja
1994 Footsbarn Travelling Theatre / Wielka Brytania, Francja, Theater Vagant / Niemcy, Atélier Quazar / Francja, Turbo Cacahuete / Francja
1995 Générik Vapeur / Francja, La Fura dels Baus / Hiszpania, Licedei 4 / Rosja, Teatr Kana / Polska, Dinska Bronska / Belgia
1996 Royal de Luxe / Francja, The Living Theatre / USA, United Cowboys / Holandia, Theatre of Fire / Irlandia
1997 Cirque Baroque / Francja, Teatro Nucleo / Włochy, L’Arpa Associazione Culturale / Włochy, Teatr Strefa Ciszy / Polska, Les Alamas Givrés / Francja
1998 Compagnia Pippo Delbono & Teatro Nouvo / Włochy, La Fura dels Baus / Hiszpania, Jo Bithume / Francja, El Teatro del Silencio / Chile, Frank Liefooghe / Belgia
1999 La Compagnie Malabar / Francja, Andrzej Maleszka / Polska, Komuna Otwock / Polska, METALOVOICE / Francja, Strange Fruit / Australia
2000 Battery Dance Company / USA, Theatre Sandimay / Turcja, Teatr Porywacze Ciał & Teatr Usta Usta / Polska, Senza Tempo / Hiszpania, Générik Vapeur / Francja
2001 Artonik / Francja, Ilotopie / Francja, Societas Raffaello Sanzio / Włochy, Philadanco / USA
2002 Derevo / Rosja, Niemcy, Les Arts Sauts / Francja, The Lunatics / Holandia, Pilgrim Theatre / USA, Józef Szajna / Polska
2003 Alarm! Theater / Niemcy, Teatr im. H. Modrzejewskiej  w Legnicy / Polska, Discípulos de Morales / Hiszpania, Tanzcompagnie Giessen / Niemcy
2004 Battery Dance Company / USA, Licedei / Rosja, Mabou Mines / USA, Socìetas Raffaello Sanzio / Włochy, TR Warszawa / Polska
2005 Circus Circör / Szwecja, Strange Fruit / Australia, Stowarzyszenie Teatralne CHOREA / Polska, Transe Express Circus / Francja
2006 Angie Hiesl Produktion / Niemcy, Helix Theatre / Grecja, Boilerhouse & Metalovoice / Szkocja, Francja, Teatr Pieśni Kozła / Polska
2007 Compagnia Pippo Delbono / Włochy, Gob Squad / Wielka Brytania i Niemcy, Ondadurto Teatro / Włochy, Teatr ZAR / Polska, The Living Theatre / USA
2008 Arma Theater / Izrael, Clipa Theatre & Teatr Strefa Ciszy / Izrael, Polska, New World Performance Laboratory / USA, Teatr Łaźnia Nova / Polska, Compagnie OFF / Francja
2009 Compagnia Laboratorio Di Pontedera / Włochy, Oliver Hangl / Austria, Jeanne Simone / Francja, Tomaž Pandur / Słowenia, Hiszpania
2010 Compañia de Paso / Chile, Jan Lauwers & Needcompany / Belgia, Luk Perceval & Thalia Theater / Niemcy, Jan Fabre & Troubleyn / Belgia
2011 Jan Fabre & Troubleyn / Belgia, La Fura Dels Baus / Hiszpania, Gisele Vienne / Francja, Kornel Mundruczó / Węgry
2012 Rimini Protokoll / Niemcy, Rabih Mroue & Lina Saneh / Liban, Ant Hampton / Wielka Brytania, Wojtek Ziemilski / Polska, Kornel Mundruczó / Węgry, Teatr Wielki im. Stanisława Moniuszki w Poznaniu / Polska, J.M. Coetzee / Australia, Nicholas Lens / Belgia, Maja Kleczewska / Polska
2013 Societas Raffaello Sanzio & Romeo Castellucci / Włochy, tg STAN / Belgia, Gisele Vienne / Francja, Needcompany / Belgia, Marta Górnicka / Polska, Simon Vincenzi / Wielka Brytania, Meg Stuart / Belgia, USA
2014 Klancyk / Polska, Edit Kaldor / Węgry, Amapola Prada / Peru, Rodrigo García / Argentyna, P.A.R.T.S. / Belgia, Luis Garay & Diego Bianchi / Argentyna, Kolumbia, Marysia Stokłosa / Polska, Jan Kochanowski & Leszek Bzdyl / Polska, Dorota Abbe, Zuzanna Fichtner i Szymon Adamczak / Polska, Emilio Garcia Wehbi / Argentyna, Gerardo Naumann / Argentyna, Tania Solomonoff / Argentyna, Candelaria Saenz Valentine / Argentyna, Polska, Mapa Teatro i Heidi, Rolf Abderhalden / Kolumbia
2015 Paweł Mykietyn, Małgorzata Sikorska-Miszczuk, Andrzej Chyra & Mirosław Bałka / Polska, Teatr Nowy w Poznaniu / Polska, Schwalbe / Niemcy, Tiago Rodriguez & Mundo Perfeito / Portugalia, Pieter de Buysser / Belgia, Vlatka Horvat / Chorwacja, Teatr Remus / Polska, Teatr Porywacze Ciał / Polska, Grupa Teatralna Wikingowie / Polska, Republika Sztuki Tłusta Langusta & Teatr Dilemma / Polska, Rimini Protokoll / Niemcy, Scena Robocza & Teatr Srebrna Góra / Polska, Forced Entertainment / Wielka Brytania, Deborah Pearson / Kanada, Paul Bargetto & Teatr Trans-Atlantyk / USA, Polska, Anais Fleur / Polska, Teatr Cinema / Polska, Agata Bizuik / Polska, Teraz Poliż / Polska, Mikołaj Mikołajczyk / Polska, Edit Kaldor / Węgry, Studio Aktorskie STA & Anna Ciszowska / Polska
2016 Lotte van den Berg / Holandia, Artonik / Francja, Compagnia Pippo Delbono / Włochy, Miss Revolutionary Idol Berserker / Japonia, Ant Hampton / Wielka Brytania, Julian Hetzel / Holandia, Republika Sztuki Tłusta Langusta / Polska, Śląskie Laboratorium Pedagogiki Teatru / Polska, Teatr Porywacze Ciał / Polska, Teatr Nowy w Poznaniu / Polska, Teatr Biuro Podróży, Scena Robocza / Polska, Teatr Improwizowany Klancyk / Polska, Klub Komediowy / Polska, Teatr Post Factum / Polska, Teatr Dramatyczny w Wałbrzychu / Polska, Teatr Polski / Polska, Jacek Janczarski / Polska, Barbarzyńcy / Polska, Grażyna Kania / Polska, Teatr Ósmego Dnia / Polska, Teatr Narodowy w Warszawie / Polska
2017 Oliver Frljić / Chorwacja, Slovensko Mladinsko Gledališče, Maska Ljubljana / Słowenia, Kate McIntosh / Belgia, Teatr Polski w Poznaniu / Polska, Teatr Nowy / Polska, Polski Teatr Tańca / Polska, Teatr Żydowski w Warszawie / Polska, Danuta Stenka / Polska, Jan Peszek / Polska, Jakub Skrzywanek / Polska, Klaudia Hartung-Wójciak / Polska, Teatr Porywacze Ciał / Polska, Michał Stankiewicz / Polska, PÏNK, ¥ELLOW & BLÄCK / Polska, Teatr Ba-Q / Polska, Maciej Buchwald / Polska, Teatr Automaton / Polska, Teatr Kotorogo / Rosja, Kompania Tańca AWF Poznań / Polska, Teatr Dramatyczny w Wałbrzychu / Polska, Teatr Usta Usta Republika / Polska, Adam Ziajski / Polska, Zenon Laskowik / Polska

### Muzyka
Przez pierwsze lata istnienia Festiwalu Malta wydarzenia muzyczne odbywały się głównie z okazji inauguracji i zakończenia festiwalu a wiele z zapraszanych zespołów, mimo dzisiejszej sławy, było wówczas w Polsce po raz pierwszy. Wystąpili m.in.:

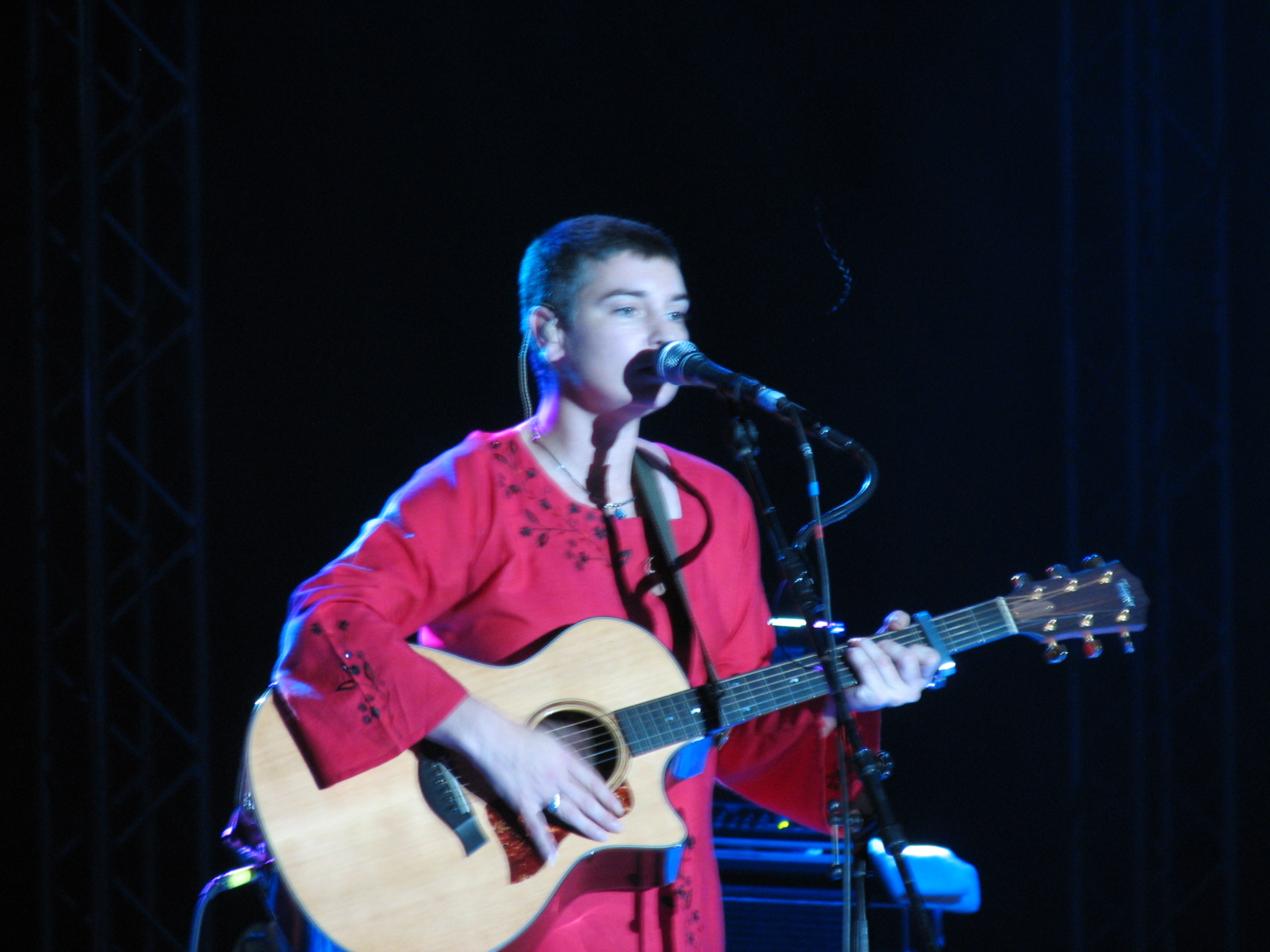
Sinéad O'Connor (Malta Festival 2007)

Michael Nyman Band (1995), Stanisław Sojka (1996), Goran Bregovic Ensamble (1997), Jan A.P. Kaczmarek (1998), Leningrad Cowboys (1999), Buena Vista Social Club (2000 i 2003), Redzepova Esma (2001), Orientation Aziza-a (2002), Alberto Iglesias i Orchestra Baobab (2004), Kult, Armia, Brygada Kryzys (2005)
Od 2006 roku w programie festiwalu pojawił się specjalny nurt dedykowany muzyce: Muzyka na Malcie. Od tej edycji co roku występuje na Malcie kilkanaście zespołów i artystów-muzyków. Wiele koncertów odbywa się na ożywającej wieczorami scenie w klubie festiwalowym (początkowo nad Maltą, od 2009 roku w Pasażu Kultury). Wystąpili m.in.:
2006 Devendra Banhart, Antony & The Johnsons, Coco Rosie i  Animal Collective / USA („Americana na Malcie”), Fisz, Emade, Voo Voo / Polska (koncert finałowy), Orkiestra Jovica Ajdarevica /Serbia, Sayag Jazz Machine / Francja
2007 Sinead O’Connor  / Irlandia, Beirut  / USA, Tony Gatlif / Algieria, Francja, Toumani Diabaté’s i The Symmetric Orchestra / Mali, Jojo Mayer & Nerve / Szwajcaria, USA i Japonia, Klub festiwalowy: Dennis „El Huevo” i Hernández Quartet / Hiszpania, Kuba, Kumka Olik / Polska, Snowman / Polska
2008 Elvis Costello & The Imposters / Wielka Brytania, Klub festiwalowy: Joan As Police Woman / USA, Marsab Music Management / Włochy, Miloopa / Polska, Orchid / Polska
2009 Nine Inch Nails / USA, Jane’s Addiction / USA, Peaches / Kanada, Klub festiwalowy: Pati Yang presents Flykkiller / Polska, Wielka Brytania, THIEF / Niemcy, The Irrepressibles / Wielka Brytania, Ye:Solar / Niemcy
2010 Charlotte Gainsbourg / Francja, Renate Jett / Austria, Marc Almond, Arno, Bruno Brel, Dagmar Krause, Mouron, Czesław Śpiewa / Wielka Brytania, Belgia, Niemcy, Francja, Polska (koncert: „In Search of the Soul of Jacques Brel”), Tercet Egzotyczny / Polska, Klub festiwalowy: Absynthe Minded / Belgia, FM Belfast / Islandia, Friska Viljor / USA
2011 Manu Chao / Francja, Portishead / Wielka Brytania, Fleet Foxes / Wielka Brytania, Klub festiwalowy: Bloodgroup / Islandia, Architecture in Helsinki / Australia, Hjaltalin / Islandia
2012 Faith No More / USA, Slagsmålsklubben / Szwecja, DJ Kentaro / Japonia, Kari Amirian / Polska, Emika / Czechy
2013 Kraftwerk / Niemcy, Cat Power / USA, British Sea Power / Wielka Brytania, Diamond Version / Niemcy, Jessie Evans / USA, Marek Dyjak / Polska, Skubas / Polska
2014 Rebolledo / Meksyk, Ryba and the Witches / Polska, Mighty Oaks / USA, Włochy i Wielka Bytania, Ballet School / Niemcy, Laura Palmer Cover Story / Polska,Rangleklods / Niemcy, Ghost Capsules / Austria, XXANAXX / Polska, A.G. Trio / Austria, Murcof / Meksyk, Matias Aguayo / Chile, Caballito / Hiszpania, Damon Albarn / Wielka Brytania, Rebeka / Polska, Kapela Hałasów / Polska, Król /Polska Low Roar + Orly / Polska, USA, Pictorial Candi / Argentyna, Polska, Actitud, Maria Marta / Argentyna, Polska, Chico Mello & Fernanda Farah / Brazylia
2015 Michael Nyman Band / Wielka Brytania, 67,5 Minut Projekt / Polska, Gazelle Twin / Wielka Brytania, Cakes Da Killa / USA, Winter Family / Francja, Izrael, The Sweet Serenades / Szwecja, Innercity Ensemble / Polska, Fiordmoss / Czechy, Rubber Dots / Polska, Wieszcze Niespokojne / Polska, Felix the Baker / Polska, The/Das / Niemcy, Adam Gołębiewski / Polska, Eric Shoves Them in His Pocket / Polska, Dąbrowski, Delimata, Joniec, Lichota / Polska, Jeff Gburek & Karolina Ossowska / Polska, Marcin Masecki / Polska, Rafał Zapała / Polska, Lord & The Liar / Polska, Groberska / Polska, Shivers & Shakes, Fronda, Śliskie Przyjazne, Lux Familiar / Polska
2016 Bartłomiej Wąsik, Miłosz Pękala, Kwadrofonik, Royal String Quartet / Polska, Moullinex / Portugalia, Ballady i Romanse / Polska, Muchy / Polska, Julia Marcell / Polska, Jakub Lemiszewski, Mikołaj Tkacz / Polska, Kindred Spirits / Australia, Dream Machine / Polska, Asia i Koty / Polska, Wojciech Urbański / Polska, Alvin Lucier, Adam Gołębiewski / Polska, Cukierki / Polska

### Taniec
Od 2006 roku jednym z nurtów w programie festiwalu jest taniec. W Poznaniu działają dwa silne ośrodki taneczne: Stary Browar Nowy Taniec oraz Polski Teatr Tańca, które, mimo że prezentowane już we wcześniejszych edycjach, od 2006 przygotowują dla Malty specjalny program. Stary Browar Nowy Taniec zaprasza do współpracy twórców najlepszych w danym sezonie spektakli, choreografów i tancerzy z całego świata, którzy byli prezentowani na scenie Starego Browaru. Polski Teatr Tańca pokazuje spektakle powstałe z udziałem tancerzy i choreografów będących członkami zespołu PTT. Ponadto dyrektor artystyczny Festiwalu Malta dokonuje własnej selekcji najciekawszych zjawisk tanecznych ostatnich lat. W 2010, w idiomie flamandzkim swoje projekty pokazali m.in.: Jan Fabre, Sidi Larbi Cherkaoui, Alain Platel, Fumiyo Ikeda, Ugo Dehaes & Karen Levi
W programie „Stary Browar Nowy Taniec na Malcie” zaprezentowano m.in.:
2006 Simone Aughterlony / Szwajcaria, Compagnie Thor / Belgia, Trans Dance Europe / Dania, Xavier Le Roy / Francja i Niemcy, Project Bandaloop / USA
2007 Philippe Blanchard & Higginbotham Gemma / Szwecja, Wielka Brytania, Jonathan Burrows & Fargion Matteo / Wielka Brytania, Dyrvall Palle & Hainaut Caroline / Szwecja, Belgia, Yvonne Rainer / USA, Rastl Lisa & Dorner Willi / Austria
2008 Pierre Coulibefa / Francja, Ivo Dimchev / Bułgaria, Philipp Gehmacher / Austria, Yann Marussich / Szwajcaria, Eszter Salamon & Christine de Smedt / Węgry, Niemcy
2009 Nigel Charnock / USA, Yasmeen Godder / Izrael, Raimund Hoghe / Niemcy, Francja, Hooman Sharifi / Izrael
2010 Antonia Baehr / Niemcy, Jonathan Burrows & Matteo Fargion / Wielka Brytania, Dada von Bzdülöw / Polska, Charlotte Venden Eynde & Tarek Halby / Belgia
2011 Annas Kollektiv / Szwajcaria, Marysia Stokłosa / Polska, Keith Henessy / Stany Zjednoczone, Public in Private / Francja, Niemcy
2013 Mikiko Kawamura / Japonia, Needcompany & Grace, Ellen Barkey / Belgia, Cindy Van Acker / Szwajcaria, Geumhyung Jeong / Korea Południowa, Vincent Dupont / Francja, Habille d’Eau / Włochy
2014 Anne Teresa De Keersmaeker / Belgia, Szwajcaria i Polska, Cecilia Bengolea & Francois Chaignaud / Argentyna, Francja, Demolition Inc. & Marcelo Evelin / Brazylia
2015 Rebbeca Lazier / USA, Rosalind Crisp / Australia, Francja, Sjoerd Vreugdenhil / Flandria, Szwajcaria, Polska, Hodworks / Węgry, Jasmina Krizaj & Cristina P. Leitao / Słowenia, Portugalia, Giorgia Nardin / Włochy, Shani Granot & Nevo Romano / Izrael, Agata Siniarska / Polska, Marysia Stokłosa / Polska, Shira Eviatar / Izrael, Marysia Zimpel / Polska, Rotem Tashach & Asher Lev / Izrael, Isabelle Schad / Niemcy
2016 Jan Komasa, Mikołaj Mikołajczyk / Polska, Bush Hartshorn / Wielka Brytania, Paweł Sakowicz / Polska, Agata Siniarska / Polska, Deufert&Plischke / Niemcy, Marta Ziółek / Polska, Agnieszka Kryst / Polska, Przemek Kamiński, Mateusz Szymanówka / Polska, Sławek Krawczyński, Anna Godowska / Polska, Marysia Zimpel, Bryan Eubanks / Polska, Jasna L. Vinovrški / Chorwacja, Ben J. Riepe / Niemcy, Christos Papadopoulos – Leon & the Wolf / Grecja

### Malta OFF
Malta OFF to nurt prezentowany podczas Festiwalu Malta w latach 1993-2005, który służył prezentacji najciekawszych zjawisk z dziedziny teatru, muzyki i sztuk wizualnych młodego środowiska artystycznego z całego świata. Od 1996 roku akredytowani dziennikarze przyznawali w tej kategorii jedyną nagrodę Festiwalu Malta, tzw. OFFEUSZA. Zwycięzcę zapraszano do programu głównego w następnej edycji Malty.
Nagrodzeni: Teatr Strefa Ciszy (1996), Komuna Otwock (1998), Unia Teatr Niemożliwy (1999), Teatr Wiczy (2000), Nieformalna Grupa Teatralna (2001), Teatr Kreatury (2002), Cieszyńskie Studio Teatralne (2003), Piwnica przy Krypcie Zamku Książąt Pomorskich (2004)

### Nowe Sytuacje
Konkurs NOWE SYTUACJE (początkowo DEBIUT) organizowany od 2006 roku  wraz z Instytutem Teatralnym im. Zbigniewa Raszewskiego w Warszawie ma na celu stymulację powstawania nowych wydarzeń, sytuacji i zespołów teatralnych, podejmujących świadomy dialog z przestrzenią i formą teatralną, zwłaszcza wykorzystujących do swoich akcji miejsca nietypowe, obdarzone ciekawym kontekstem i energią. Przez pierwsze 4 lata jury wybierało spośród nadesłanych zgłoszeń 5 propozycji, które były produkowane przez Fundację Malta i miały swoją premierę podczas Festiwalu Malta. Najlepszy z projektów otrzymywał nagrodę. Od 2010 roku artystów oraz miejsca rozgrywania się „nowych sytuacji” wybiera zaproszony przez Maltę kurator [Mika Grochowska (2010), Joanna Erbel (2011), Janusz Bałdyga (2012), HAT Center (2013)]. Prezentacja powstałych wydarzeń nie ma już formy konkursu.
Konkurs NOWE SYTUACJE wygrywali: EQUALDOUBT Teatr Ruchu i Obrazu „Duszność” (2006), Kompania Doomsday „Salome” (2007), Harakiri Farmers „Keret” (2008), Orkiestry Kameralnej l’Autunno „Wędrująca orkiestra: Haydn – część całości” (2009).

### Forum
Od 2007 roku festiwalowym wydarzeniom towarzyszy też debata merytoryczna. Między 2007 a 2009 cykle wykładów nosiły nazwę „Archipelag Malta” i były współtworzone przez Poznańskie Stowarzyszenie Inicjatyw Teatralnych. Dyskutowano m.in. o: intermedialności i mieście jako scenie (2007), sztuce i środowisku (2008) oraz muzyce teatralnej (2009). Od 2010 wykłady przyjęły nazwę „Forum” i są tematycznie powiązane z idiomem, który przewodzi danej edycji Festiwalu Malta. Forum w 2010 roku nosiło tytuł „Polityka wyobraźni” i budowało intelektualny kontekst dla prezentowanej podczas festiwalu kultury flamandzkiej. Forum w 2011 roku, zatytułowane „Granice wykluczenia. Między estetyką a etyką”, podejmowało problem wielowymiarowości stanu wykluczenia, rozumianego jako zjawisko graniczne. W 2014 r. Forum nosiło tytuł „Twarze Ameryki Łacińskiej”, a jednym z najważniejszych tematów dyskusji było hasło Mestizos będące metaforą utopii, idei spotkania, konfrontacji, zniesienia różnic kulturowych, rasowych i etnicznych.

### Pasaż Kultury
Pasaż Kultury powstał w 2009 r. z inicjatywy Fundacji Malta, do której przyłączyły się także: Galeria Miejska Arsenał oraz Estrada Poznańska. Był instalowany w sezonie letnim, w przesmyku między Galerią Miejską Arsenał i Muzeum Wojska Polskiego w Poznaniu. Jego celem było stworzenie nowej przestrzeni dla działań kulturalnych w miejscu, które mimo doskonałej lokalizacji do tej pory było zaniedbane. Podczas Festiwalu Malta Pasaż Kultury pełni funkcję klubu festiwalowego. W ciągu dnia można było się w nim spotkać z artystami i gośćmi festiwalu, wieczorem odbywały się tam koncerty i Silent Disco. Pasaż Kultury działał do 2012 r.

## Kontrowersje
Kontrowersje wywołał przewidziany w programie Malta Festival w 2014 roku spektakl Rodrigo Garcíi „Golgota Picnic”. Odwołanie widowiska, zaplanowanego na 27 i 28 czerwca, było tematem sesji radnych Poznania, chociaż w opinii organizatorów spektakl, aczkolwiek ironiczny, obsceniczny i ekscesywny, proponuje też sceny wymagające skupienia, pozwalające na wyciszoną kontemplację. Ostatecznie 23 z 37 radnych Miasta Poznania podpisało się podczas sesji pod protestem przeciwko wystawieniu kontrowersyjnego spektaklu. Podczas sztabu antykryzysowego 16 czerwca policja poinformowała organizatorów, że manifestacjach przeciw pokazom Golgota Picnic planowanych na 27 czerwca ma wziąć udział 30-50 000 osób, a jak precyzowano, 6000 wystarczy, by zablokować funkcjonowanie centrum miasta. W manifestacjach udział zgłosili kibice trzech drużyn. W wypowiedzi telewizyjnej zarejestrowanej przez telewizję TVN 17 czerwca 2014 arcybiskup Stanisław Gądecki jednoznacznie stwierdza, co mogłoby uniemożliwić prezentacje przedstawienia:„Jedyną formą, która by ucięła sprawę i zamknęła ten spektakl, to jest ogólnopolski protest, który by groził zamieszkami. Na to policja nie mogłaby się zgodzić”. 18 czerwca, prezydent Poznania w oficjalnym liście przesunął odpowiedzialność za możliwą eskalację konfliktu na organizatorów festiwalu. Z powodu zagrożenia zamieszkami, których skala i forma mogą być niebezpieczne dla widzów, aktorów, postronnych osób a także mogą prowadzić do dewastacji obiektów użyteczności publicznej miasta Poznania organizator odwołał spektakl. Mimo iż organizator odwołał  spektakl w Poznaniu, starał się przenieść jego prezentację do innego polskiego miasta. Po sprawdzeniu możliwości technicznych Malta Festival Poznań podjął próbę organizacji jednorazowego, zamkniętego pokazu całego przedstawienia w Warszawie  – w Nowym Teatrze. Warunki techniczne i produkcyjne zostały spełnione. Jednak reżyser nie zgodził się na prezentację „Golgota Picnic” w Warszawie, tłumacząc iż przedstawienie jest zbyt skomplikowane, by móc przygotować jego pokaz w  tak  krótkim  czasie.  W efekcie nie pokazano przedstawienia w całości. 26 czerwca odbył się w Nowym Teatrze pokaz  "Golgota Picnic" w formie rozbudowanego czytania a dzień później debata w Poznaniu. Odwołanie  prezentacji  uruchomiło lawinę reakcji w polskim środowisku kulturalnym. W kilkunastu miastach Polski – w okolicach planowanego terminu pokazu przedstawienia – odbyły się czytania i projekcje. 28 czerwca „Gazeta Wyborcza” opublikowała całość dramatu na łamach weekendowego wydania.